# Fagiolo di Controne
Il Fagiolo di Controne è un prodotto ortofrutticolo italiano, varietà del fagiolo comune, appartenente ai Presidi e Arca del Gusto di Slow Food prodotto a Controne, comune campano della provincia di Salerno. Il prodotto è a riconoscimento PAT.

## Caratteristiche
Le caratteristiche più importanti, che fanno del fagiolo di Controne un prodotto pregiato, sono di tipo fisico ed organolettico. L'alta digeribilità, la presenza di una buccia (scorza) sottile, i tempi di cottura nettamente inferiori a quelli dei comuni fagioli, le sensazioni "al palato"; hanno contribuito a fare sì che Slow Food inserisse questo prodotto nelle 100 specialità italiane da salvare.